# Лапушкина, Елена Владимировна
Елена Владимировна Лапушкина (род. 17 июля 1968, Куйбышев, СССР) — российский государственный и политический деятель. Уполномоченный по правам человека в Самарской области с 15 ноября 2024 года. Глава городского округа Самара (2017—2024). Глава администрации Железнодорожного района города Самары (2013—2017).

## Биография
Родилась 17 июля 1968 года в городе Куйбышеве. Окончила Куйбышевский политехнический институт. В институте познакомилась с будущим губернатором Самарской области Дмитрием Азаровым. 

### Трудовая деятельность
В 1991—1992 годах — инженер-технолог гальванического цеха Куйбышевского машиностроительного производственного объединения «Металлист».

#### Государственная служба
В 1992—2000 годах — председатель Комитета по делам молодёжи администрации Железнодорожного района
В 2000—2007 годах — руководитель отдела организационной работы Железнодорожного района
В 2007—2013 годах — заместитель главы администрации Железнодорожного района.
В 2013—2017 годах Глава Самары Дмитрий Азаров назначил Елену Лапушкину главой администрации Железнодорожного района
В марте 2017 года Елена Владимировна вошла в состав Совета при Президенте Российской Федерации по развитию местного самоуправления от Самарской области.

### Глава городского округа Самара
26 декабря 2017 года по результату конкурсной комиссии Думы городского округа Самара по рекомендации губернатора Дмитрия Азарова избрана Главой городского округа Самары.
17 апреля 2019 на 14-й съезде была избрана председателем Ассоциации «Совета муниципальных образований Самарской области».
5 декабря 2022 года включена в состав Президиума Государственного Совета Российской Федерации.
27 декабря 2022 года переизбрана на должность мэра Самары на 5 лет.
15 ноября 2024 года ушла в отставку с поста главы Самары по собственному желанию. Отставка была принята в тот же день городской думой.

#### Деятельность на посту главы города
В 2018 году в отношении чиновницы было возбуждено дело по признакам нарушения антимонопольного законодательства.
В 2018 году по Газбанку, на основании статьи 68 ФЗ-131, Елена Лапушкина в должности главы города, обладала правом на принятие Постановления "Об учреждении муниципального банка, путём вхождения городской администрации в состав акционеров Газбанка, однако городская администрация и городская дума на отзыв лицензии банка не отреагировали.
4 апреля 2019 года разрешила ликвидацию муниципального пассажирского автотранспортного предприятия МП «Пассажиравтотранс», осуществляющего городские пассажирские перевозки Самары, которое при правлении городом О. Б. Фурсова накопила долги. Рынок пассажирских услуг передала частной компании ООО «Самара Авто Газ» (САГ).

### Уполномоченный по правам человека в Самарской области
15 ноября 2024 года избрана депутатами Самарской Губернской Думы на пост Уполномоченного по правам человека в Самарской области.

## Состояние и доходы
Согласно данным о доходах, за 2016 год Елена Лапушкина заработала 1,8 млн рублей. Также в её собственности находится квартира площадью чуть более 30 квадратных метров. Сведения о доходах супруга и детей в декларации не обозначены.
На 2019 год заработная плата Главы городского округа Самары составляет 3,1 млн рублей в год и 258 тысяч рублей в месяц. Это на 1 млн рублей меньше, чем доход главы города Тольятти С. А. Анташева.
За 2021 год официальный доход Елены Лапушкиной составил 2,7 млн рублей, что на 40 тысяч рублей больше, чем годом ранее.